# Рожева пантера 2
«Рожева пантера 2» (англ. The Pink Panther 2) — американська детективна кінокомедія 2009 року. Це продовження фільму «Рожева пантера».

## Сюжет
Інспектор Жак Клузо (Стів Мартін) відправлений на дуже важливе завдання — перевірку лічильників на парковці. Проте коли знаменитий викрадач музейних цінностей Торнадо здійснює серію крадіжок, інспектор Клузо отримує завдання очолити міжнародну команду знаменитих сищиків (Dream Team). Він ще не встигає це зробити, коли Торнадо викрадає знаменитий діамант «Рожева пантера». Щоб допомогти розслідуванню, до команди приєднується Соня Саландрес (Айшварія Рай), автор книги про Торнадо. Подорожуючи по містах світу — Парижу, Риму, Клузо разом з Понтоном, поки 3 найкращих детектива світу «грають в дитячі ігри», намагаються самостійно розслідувати справу. Це призводить до того, що Клузо повторно спалює римський ресторан і падає з балкона в костюмі Папи Римського. Тим часом 3 детективи розкрили справу.

## У ролях
- Стів Мартін — інспектор Жак Клузо
- Айшварія Рай — Соня Саландрес
- Жан Рено — жандарм Жильбер Понтон
- Емілі Мортімер — Ніколь
- Енді Гарсіа — інспектор Вінченцо Бранкалеоне
- Альфред Моліна — британський детектив Рендалл Пепперидж
- Джон Кліз — головний інспектор Шарль Дрейфус
- Лілі Томлін — місіс Іветт Беренже
- Джонні Голлідей — Лоуренс Міллікін
- Джеремі Айронс — Алонсо Авелланеда
- Євген Лазарев — Папа Римський

## Знімальна група
- Режисер: Гарольд Цварт
- Продюсер: Айра Шуман, Роберт Сімондс, Шон Леві
- Сценарист: Скотт Нейстадтер, Стів Мартін, Майкл Сальцман
- Оператор: Деніс Кроссан
- Композитор: Крістофер Бек